# Geografia della Repubblica Democratica del Congo

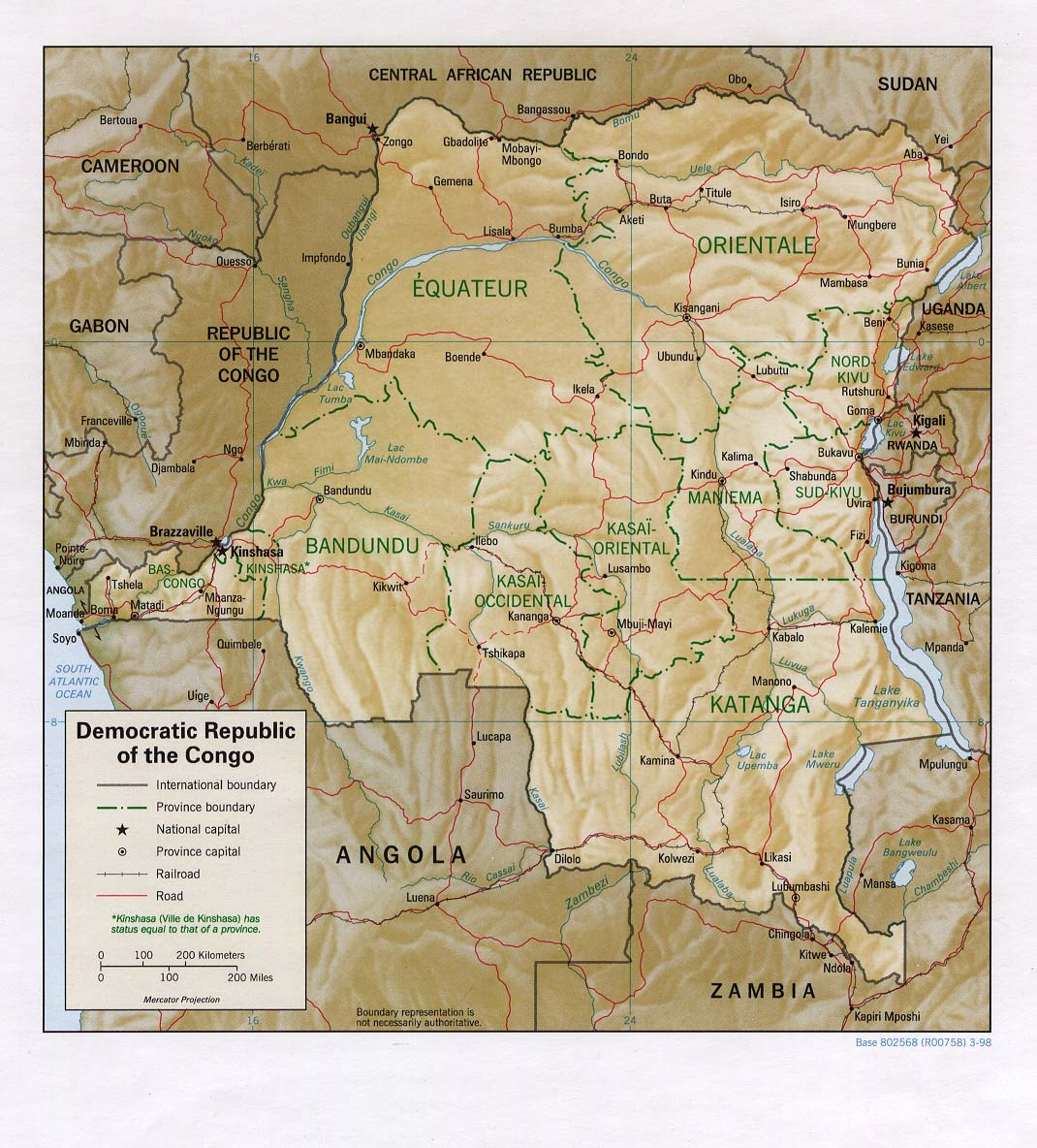
Mappa della RDC

La Repubblica Democratica del Congo (ex Repubblica dello Zaire dal 27 ottobre 1971 al 17 maggio 1997) è uno Stato situato nell'Africa Centrale. È situato a cavallo dell'Equatore, un terzo circa del territorio si trova a nord mentre i rimanenti due terzi si trovano a sud dell'Equatore.

## Dati generali

### Confini
Confina a nord con la Repubblica Centrafricana per 1.577 km, a nord-est con il Sudan del Sud per 628 km, a est con l'Uganda (765 km), il Ruanda (217 km), il Burundi (233 km) e la Tanzania (459 km), a sud con lo Zambia (1.930 km) e l'Angola (per 2.511 km 225 dei quali sono i confini con l'exclave angolana di Cabinda) e a nord-ovest con la Repubblica del Congo (2.410 km).

### Superficie
La Repubblica Democratica del Congo ha una superficie di 2.345.410 km. È il 12º stato al mondo per superficie (poco più grande della Groenlandia e circa 8 volte l'Italia).

## Morfologia
Caratteristica peculiare della Repubblica Democratica del Congo è la presenza di una vasta area di depressione che occupa tutta la parte centrale del paese compresa nel bacino del Congo e ricoperta di foresta tropicale. Su tutti i lati il bacino è delimitato da altopiani che raggiungono i 500/1000 m s.l.m. e si elevano dalla depressione creando dei gradoni intervallati dai corsi dei fiumi tributari del Congo.
I Monti Mitumba costituiscono la frontiera naturale tra la Repubblica Democratica del Congo con Burundi e Ruanda e sono posti ad occidente del Lago Tanganica.
A sud si trovano i monti Shaba e le montagne del Katanga. A sud e a est le montagne raggiungono i 1200 m s.l.m. (monti Mitumba e Kundelungu a sud e la dorsale centrafricane e i vulcani Virunga a est) queste aree sono ricche di rame e uranio. Il punto più elevato del paese è il monte Stanley nella catena del Ruwenzori situato al confine con l'Uganda, che raggiunge i 5.190 m s.l.m.

## Idrografia

### Fiumi
Congo 4.374 km,
Ubangi 2300 km, Kasai 1950 km (totale, compreso tratto angolano), Lomami 1500 km

### Laghi
Lago Tanganica 15.000 km² (in parte della Tanzania, Burundi e Zambia, totale 32.893 km²), Lago Alberto 5.400 km² (totale, compresa parte ugandese), Lago Mweru 4.920 km² (totale, compresa parte dello Zambia), Lago Edoardo 2.200 km² (totale, compresa parte ugandese), Lago Kivu 1.550 km² (parte della Repubblica Democratica del Congo, totale 2.650 km²)

## Clima
Il clima è equatoriale umido con frequenti precipitazioni al centro, verso nord e verso sud, il clima è tropicale secco.

## Fonti e bibliografia
- (EN) - CIA Factbook - Democratic Republic of the Congo, su cia.gov. URL consultato il 7 giugno 2009 (archiviato dall'url originale il 28 dicembre 2018).